# Songza
Songza（ソングザ）は、かつて存在したアメリカとカナダのネットユーザー向けの無料音楽ストリーミング・レコメンデーションサービス。
プレイリストは音楽の専門家によって作られているとされ、サービスではユーザーに1日の時間やムード、活動に基づいた様々なプレイリストを推奨した 。Songzaは「目覚め」「運動」「通勤」「集中」「リラックス」「娯楽」「睡眠」といった各種活動向けのプレイリストを提供していた。 ユーザーは曲が好きか嫌いかを投票し、サービスはユーザーの個人の音楽の好みに適合させた 。ユーザーはアーティストや楽曲、ジャンルだけでなく、「90年代の一発屋」や「ファッション・ウィークの音楽」のようなテーマや興味、年代に基づいてもプレイリストを見つけることができた。
Songzaはニューヨーク州ニューヨーク市クイーンズ区の近隣のロング・アイランド・シティに本社があった。
2015年12月2日、Googleは、Songzaが2016年1月31日にGoogle Play Musicに統合されるとした。2016年2月1日時点で、メインサイトはオフラインになり、Google Play Musicにリダイレクトされる。

## 歴史
2008年10月にAmie Streetはエイザ・ラスキンとスコット・ロビンによって作られたプロダクト「Songza」を買収した 。2010年8月、Amie Streetはアマゾンに非開示額で売却された 。この後、共同創業者でCEOのエリアス・ロマンと最高執行責任者のピーター・アズビル、最高個人情報責任者のエリオット・ブリースとCCOのエリック・ダビチはSongzaに再び焦点を合わせ始めた 。そのチームはオリジナル版を終了させ、Songzaの新アルファ版を再開設し、オリジナルの製品であるが名前は異なっていることを通知し続けた。
それから一年間にわたり、創業者達は様々なイテレーションを経験しており、2010年にアプリがローンチされた時「アプリはプレTurntable.fmのようなものだった。ソーシャルラジオと呼ばれた機能でユーザーが友人のためのDJになれるようにした」とPandoDailyは述べた 。アプリのこのバージョンは、ソーシャルかつクラウドソースであったが、問題はサービスが市場の他のサービスとの差別化には十分でなく、クラウドソースのプレイリストの質は低かった 。アプリのアルファ版の様々なイテレーションテストを行った翌年の2011年9月13日にSongzaはiPhoneとandroidアプリ上でベータ版として再リリースされ、25人の音楽キュレーターの専門家チームを伴っていた。
2012年3月にSongzaは音楽コンシェルジュ機能をiPhoneとweb向けにリリースした 。コンシェルジュは時間帯に基づき最大6つまでのシチュエーションをユーザーに提案し、ユーザーの気分に応じてフィルタも使用できた。例えば水曜日の朝にはユーザーは「目覚め」「シャワー中の歌」「運動」などのシチュエーションを提案される可能性がある。この機能は2012年6月7日にiPad向けにロールアウトされ、アプリのローンチから最初の10日の間にSongzaは115万ダウンロードを記録した
。
2012年6月12日、SongzaはiPad向けのiTunes無料アプリでトップになり、iPhone向けの無料アプリでも２位になった 。コンシェルジュ機能は2012年7月10日にandroid向けにリリースされ、2012年8月14日にandroidタブレット向けにリリースされた。アプリの提供地域は2012年8月7日にカナダまで拡大し、2012年8月13日にカナダで全体の無料アプリでナンバーワンになった 。2013年6月のマイクロソフトの開発者会議週間中にSongzaはWindows 8の公式アプリになっていた。
Songzaは2012年8月7日にカナダでも開設され、開設から70日後には100万ダウンロードを記録した。
2013年の10月からSongzaはプレイリストを開始する時に音声/ビデオのポップアップ広告を導入し始めたため、最早「音声広告なし」ではなくなった。Songzaは2013年の終わり時点で550万人のレギュラー会員がいると報告した。
Songzaは2014年7月1日にGoogleに買収された 。買収条項は開示されなかったが、推測では買収価格は1500万ドルから3900万ドルの間とされた。両社は声明を発表し、取引を行うのは「興奮した」と述べた。買収後の2014年10月にSongzaのコンシェルジュシステムに適合した機能を追加するためGoogle Play Musicの聴き放題(All Access)サービスがアップデートされた。
Songzaは2016年1月31日にGoogle Play Musicに統合され、2016年2月1日時点でメインサイトはオフラインになっておりGoogle Play Musicへリダイレクトされる。